# Destroyer Tour
Destroyer Tour bylo koncertní turné americké rockové skupiny Kiss. Jedná se o jedno z nejslavnějších turné skupiny. Jeho součástí byl i koncert v kalifornském Anaheimu, který se konal 20. srpna 1976. Kapelu tehdy sledovalo více než 42 000 diváků, což byl největší počet v její historii.

## Seznam písní
1. Detroit Rock City
2. King Of The Night Time World
3. Let Me Go, Rock 'n' Roll
4. Strutter
5. Hotter Than Hell
6. Cold Gin
7. Nothin' to Lose
8. Shout It Out Loud
9. Do You Love Me?
10. God of Thunder
11. Rock and Roll All Nite

### Přídavky
1. Deuce
2. Firehouse
3. Flaming Youth a "Watchin' You" se hrála na některých koncertech místo "Strutter" a "Let Me Go, Rock 'n' Roll".

## Turné v datech
| Datum             | Město          | Stát                   | Místo konání                     |
| ----------------- | -------------- | ---------------------- | -------------------------------- |
| 3. července 1976  | Norfolk        | Spojené státy americké | Norfolk Scope                    |
| 6. července 1976  | Columbia       | Spojené státy americké | Carolina Coliseum                |
| 8. července 1976  | Richmond       | Spojené státy americké | Richmond Coliseum                |
| 10. července 1976 | Jersey City    | Spojené státy americké | Roosevelt Stadium                |
| 11. července 1976 | Jižní Yarmouth | Spojené státy americké | Cape Cod Coliseum                |
| 13. července 1976 | Baltimore      | Spojené státy americké | Baltimore Civic Center           |
| 15. července 1976 | Knoxville      | Spojené státy americké | Knoxville Civic Coliseum         |
| 17. července 1976 | Charleston     | Spojené státy americké | Charleston Civic Center          |
| 19. července 1976 | Johnson City   | Spojené státy americké | Freedom Hall Civic Center        |
| 21. července 1976 | Nashville      | Spojené státy americké | Nashville Municipal Auditorium   |
| 23. července 1976 | Birmingham     | Spojené státy americké | Rickwood Field                   |
| 26. července 1976 | Kansas City    | Spojené státy americké | Kansas City Municipal Auditorium |
| 28. července 1976 | St. Louis      | Spojené státy americké | Kiel Auditorium                  |
| 29. července 1976 | St. Louis      | Spojené státy americké | Kiel Auditorium                  |
| 31. července 1976 | Toledo         | Spojené státy americké | Toledo Sports Arena              |
| 2. srpna 1976     | Indianapolis   | Spojené státy americké | Market Square Arena              |
| 4. srpna 1976     | Little Rock    | Spojené státy americké | Barton Coliseum                  |
| 6. srpna 1976     | Evansville     | Spojené státy americké | Roberts Municipal Stadium        |
| 8. srpna 1976     | Trotwood       | Spojené státy americké | Hara Arena                       |
| 10. srpna 1976    | Shreveport     | Spojené státy americké | Hirsch Memorial Coliseum         |
| 11. srpna 1976    | Fort Worth     | Spojené státy americké | Tarrant County Convention Center |
| 13. srpna 1976    | Houston        | Spojené státy americké | The Summit                       |
| 15. srpna 1976    | El Paso        | Spojené státy americké | El Paso County Coliseum          |
| 17. srpna 1976    | Tempe          | Spojené státy americké | Tempe Stadium                    |
| 20. srpna 1976    | Anaheim        | Spojené státy americké | Anaheim Stadium                  |
| 22. srpna 1976    | Oakland        | Spojené státy americké | Oakland Arena                    |
| 27. srpna 1976    | Greensboro     | Spojené státy americké | Greensboro Coliseum              |
| 29. srpna 1976    | Atlanta        | Spojené státy americké | Atlanta–Fulton County Stadium    |
| 1. září 1976      | Jižní Bend     | Spojené státy americké | Joyce Center                     |
| 3. září 1976      | Richfield      | Spojené státy americké | Richfield Coliseum               |
| 4. září 1976      | Pittsburgh     | Spojené státy americké | Civic Arena                      |
| 6. září 1976      | Toronto        | Kanada                 | Varsity Stadium                  |
| 8. září 1976      | Louisville     | Spojené státy americké | Freedom Hall                     |
| 10. září 1976     | Cincinnati     | Spojené státy americké | Riverfront Coliseum              |
| 12. září 1976     | Springfield    | Spojené státy americké | Springfield Civic Center         |